# 柯姓
柯姓為中文姓氏之一，廣佈華南、東南亞一帶。《百家姓》第164位。

## 起源
1. 出自姬姓，《廣韻》：柯氏，吳國國君柯盧之後。仲雍的五代孫名叫柯相。曾孫柯盧即位，其後代遂以“柯”字承接作爲自己的姓氏，遂成柯姓。
2. 出自姜姓，是炎帝神農氏的後裔。爲姜子牙的嫡系子孫，源出齊國。《路史》述稱：齊太公其後有柯氏。
3. 北魏柯拔氏改姓柯，其後世子孫稱柯氏。《魏書》記敘：柯拔氏改為柯姓。
4. 古代羌族、鮮卑族中都有柯姓，其後代子孫亦稱柯氏。《姓氏考略》有謂：羌及鮮卑俱有柯姓。
5. 台灣的彰化縣海線地區，部分原為許姓之居民於國民政府接收臺灣戶口普查時，因語言不通問題被改為柯姓（台語中的「許」發音似標準漢語的「柯」）。

## 地望
- 河南省蘭考縣
- 浙江省杭州市
- 山東省臨淄縣
- 福建省泉州市
- 湖北省鄂州市
- 广东省潮州市

## 羅馬化轉寫
- Ke：漢語拼音
- Ko：韋氏拼音
- Or/O：香港政府粵語拼音
- Quah/Qua/Kuah/Kua/Kwa/Koa/Ko/Ke：潮州話音譯（中國）
- Quah/Qua/Kuah/Kua/Kwa/Koa/Ko：潮州話音譯（馬來西亞）
- Quah/Qua/Kuah/Kua/Kwa/Koa/Ko/Kwo：福建话音譯（马来西亚）
- Koa：台語教會羅馬拼音音譯(台灣)
- Kua：台語台灣教育部拼音音譯(台灣)
- Cua：菲律宾闽南话至西班牙语音译

## 延伸阅读
[在维基数据编辑]
 《百家姓》
 《欽定古今圖書集成·明倫彙編·氏族典·柯姓部》，出自陈梦雷《古今圖書集成》